# Hydrornis
Hydrornis — рід горобцеподібних птахів родини пітових (Pittidae).

## Види
Рід містить 13 видів, що поширені у Південно-Східній Азії:
- Hydrornis baudii — піта борнейська
- Hydrornis caeruleus — піта велика
- Hydrornis cyaneus — піта синя
- Hydrornis elliotii — піта зелена
- Hydrornis guajanus — піта синьохвоста
- Hydrornis gurneyi — піта чорночерева
- Hydrornis irena — піта малазійська
- Hydrornis nipalensis — піта непальська
- Hydrornis oatesi — піта руда
- Hydrornis phayrei — піта вухата
- Hydrornis schneideri — піта рудоголова
- Hydrornis schwaneri — піта золотава
- Hydrornis soror — піта синьогуза